# 明星大学
明星大学（めいせいだいがく、英語: Meisei University）は、東京都日野市程久保2-1-1に本部を置く日本の私立大学。1923年創立、1964年大学設置。

## 概観

### 大学全体
1923年（大正12年）に当時の成蹊学園事務局長であった児玉九十によって創立された明星実務学校を源とする。1964年（昭和39年）に明星大学を開学した。日野校に理工学部、人文学部（国際コミュニケーション学科、人間社会学科、日本文化学科、福祉実践学科）、経済学部、教育学部、経営学部、情報学部、デザイン学部、心理学部、建築学部、データサイエンス学環の計9学部12学科1学環があり（学生数は約8,400人）、また大学通信教育課程（学生数は約7,200人）、大学院6研究科を設置している。
かつては岩手県田老町に田老鉱山を引き継いだ田老キャンパス、東京都青梅市に青梅キャンパスがあったが、2015年までに日野キャンパスに集約された。大学所在地は日野市だが、敷地南側が八王子市にあり、中央大学・明星大学駅（八王子市東中野）と直結している。

### 建学の精神
「和の精神のもと、世界に貢献する人を育成する」

### 教育方針
1. 人格接触による手塩にかける教育
2. 凝念を通じて心の力を鍛える教育
3. 実践躬行の体験教育

### 校訓
健康、真面目、努力

### 教育目標
自己実現を目指し社会貢献ができる人の育成

### 教育内容と教育方法
- 現代社会に生きるものとして必要不可欠な基本的知識と技能の習得
- 幅広い教養を身につけた自立する市民の育成
- 心と体の健康管理の教育
- 高度専門職業人及び幅広い職業人の育成
- 体験教育を通して生涯に亘る学習意欲を獲得し、自らの歴史を綴ることができるようにする教育

## 沿革
- 1923年 - 明星実務学校創立。
- 1964年 - 理工学部5学科で明星大学開学。1学部5学科体制。初代学長に児玉九十が就任。
- 1965年 - 人文学部（英語英文学科、社会学科、心理・教育学科）開設。2学部8学科2専修体制。
- 1966年 - 人文学部に経済学科を開設　2学部9学科2専修体制。
- 1967年 - 通信教育部心理・教育学科開設。
- 1969年 - 大学紛争。11.14全共闘が6号館を封鎖。
- 1971年 - 大学院人文学研究科開設。
- 1972年 - 大学院理工学研究科開設。
- 1974年 - 田老キャンパス開設。
- 1976年 - 明星大学付属幼稚園開園。
- 1978年 - 児玉三夫が第2代学長・理事長就任。
- 1982年 - 東京リンカーンセンター開所。
- 1983年 - 戦後教育史研究センターおよび情報科学研究センター開所。
- 1984年 - 田老宇宙線観測所および同鉱山史料館開所。
- 1985年 - 物性研究センター開所。
- 1992年 - 青梅キャンパス開設。4学部13学科2専修体制。情報学部（経営情報学科、電子情報学科）、日本文化学部（言語文化学科、生活芸術学科）開設。
- 1994年 - シェイクスピアホール開館。
- 1998年 - 大学院情報学研究科開設。
- 1999年 - 通信制大学院教育学専攻開設 。
- 2000年 - 日本文化学部生活芸術学科を造形芸術学科へ名称変更。明星大学付属幼稚園を閉園。
- 2001年 - 人文学部経済学科を改組し経済学部経済学科開設。5学部13学科2専修体制。
- 2003年 - 人文学部社会学科を人間社会学科へ名称変更。人文学部心理・教育学科に保育士養成課程設置 。
- 2005年 - 学部学科の改組。6学部14学科2専修3コース体制。理工学部 機械工学科を機械システム工学科に名称変更、電気工学科・情報学部電子情報学科を集約し電気電子システム工学科を開設、土木工学科を移行し建築学科を開設、環境システム学科を開設。人文学部 英語英文学科を国際コミュニケーション学科に名称変更。経済学部 情報学部経営情報学科の経営分野を移行し経営学科を開設。情報学部 経営情報学科・電子情報学科の情報分野を集約し情報学科3コースを開設・日野校舎へ移動。造形芸術学部開設　日本文化学部造形芸術学科を造形芸術学部に昇格。
- 2006年 - 大学院経済学研究科開設。
- 2010年 - 学部学科の改組。6学部11学科9コース体制。人文学部心理・教育学科を分割（教育学専修を新設する教育学部教育学科に、心理学専修を人文学部心理学科にそれぞれ移行・独立）。日本文化学部を廃止（日本文化学部言語文化学科を移行し人文学部日本文化学科を開設）。人文学部人間社会学科の社会福祉学分野を移行し福祉実践学科を開設。理工学部6学科を集約し総合理工学科を開設、6学系のコース制に移行。
- 2012年 - 経済学部経営学科を経営学部経営学科へ改組。
- 2014年 - 造形芸術学部をデザイン学部デザイン学科に、人文学研究科教育学専攻を教育学研究科教育学専攻に改組。
- 2015年 - 青梅キャンパスを閉鎖。
- 2016年 - 教育学部教職センターを教職センターに改組。
- 2017年 - 人文学部心理学科を母体に心理学部心理学科を開設。
- 2020年 - 理工学部総合理工学科建築学系を改組し、建築学部建築学科を開設。人文学研究科心理学専攻を改組し、心理学研究科心理学専攻を開設。人文学研究科英米文学専攻を改組し、人文学研究科国際コミュニケーション専攻を開設。
- 2023年 - データサイエンス学環を開設。

## 基礎データ

### 所在地
- 日野キャンパス（東京都日野市程久保2-1-1）※運営母体の明星学苑は大学所在地を公式に日野市としているが、実際には敷地の一部が八王子市に跨っている。
- 青梅キャンパス（東京都青梅市長淵2-590）※現在は閉鎖（2024年4月-2027年3月は日本航空高等学校石川他の避難先として提供[5]）

### 象徴

#### 校歌
- 明星大学校歌

（作詞：草野心平、作曲：池内友次郎）
- 明星大学創立四十周年記念応援歌—今こそ挑め—

（作詞：八柳サエ、作曲：山中一由）
- 明星学苑讃歌

（作詞：土岐善麿、作曲：信時潔）

## 学部・大学院構成

### 学部
- 人文学部
  - 国際コミュニケーション学科
  - 人間社会学科
  - 日本文化学科
  - 福祉実践学科
- 経済学部
  - 経済学科
    - ビジネス金融会計コース
    - データ解析コース
    - 公共・政策コース
- 経営学部
  - 経営学科
    - スポーツ・エンターテインメントビジネスコース
    - 地域ブランドマネジメントコース
    - 観光・ブライダルコース
    - 事業承継・イノベーターコース
    - 金融・会計プロフェッションコース
    - 戦略的キャリアデザインコース
- 教育学部
  - 教育学科
    - 小学校教員コース
    - 教科専門コース
      - 国語コース
      - 社会コース
      - 数学コース
      - 理科コース
      - 音楽コース
      - 美術コース
      - 保健体育コース
      - 英語コース

    - 特別支援教員コース
    - 子ども臨床コース
- デザイン学部
  - デザイン学科
- 心理学部
  - 心理学科
- 理工学部
  - 総合理工学科
    - 物理学コース
    - 生命科学・化学コース
    - 機械工学コース
    - 電気工学コース
- 情報学部
  - 情報学科
- 建築学部
  - 建築学科
- データサイエンス学環

### 大学院
- 理工学研究科（博士前期課程・博士後期課程）
  - 物理学専攻
  - 化学専攻
  - 機械工学専攻
  - 電気工学専攻
  - 建築・建設工学専攻
  - 環境システム学専攻
- 人文学研究科（博士前期課程・博士後期課程）
  - 社会学専攻
    - 社会学コース
    - 社会福祉学コース

  - 国際コミュニケーション専攻
- 情報学研究科（博士前期課程・博士後期課程）
  - 情報学専攻
- 教育学研究科（博士前期課程・博士後期課程）
  - 教育学専攻
- 経済学研究科（修士課程）
  - 応用経済学専攻
- 心理学研究科（博士前期課程・博士後期課程）
  - 心理学専攻

### 通信教育部
- 通信教育部人文学部
  - 心理・教育学科  …2011年度までの募集。
- 通信教育部教育学部
  - 教育学科…2012年度より募集開始
    - 小学校教員コース
    - 教科専門コース
    - 特別支援教員コース
    - 子ども臨床コース
    - 教育学コース
- 通信制大学院人文学研究科 …改組により、2013年度までの募集。
  - 博士前期課程
  - 博士後期課程
- 明星大学大学院教育学研究科教育学専攻通信課程 …改組により、2014年度より募集開始。
  - 博士前期課程
  - 博士後期課程

### 附属機関[6]
- 教育研究機関
  - 附属図書館（約90万冊所蔵[7]）
    - 明星大学図書館
    - 明星大学資料図書館

  - 明星教育センター
  - 情報科学研究センター
  - 連携研究センター
  - 心理相談センター
- 学生サポート機関
  - 学生サポートセンター
  - 教務事務センター
  - 教職事務センター
  - 学部支援センター
  - 国際教育センター
  - 地域交流センター
  - ユニバーサルデザインセンター
  - ボランティアセンター
  - 就職センター
  - 保健管理室
  - 学生相談室
  - 診療所

### 出版
- 明星大学出版部

## 学生生活
「学友会（サークル等）」とは本大学に在籍する学生及び教員によって運営される組織である。下部組織である【学友会団体】と上部組織である【委員会】に大別される。なお、委員会のさらに上部には【合同役員会議】という組織があり、各委員会から2名ずつ選出される。学友会会長は明星大学学長、副会長は合同役員会議議長が兼任する。
【委員会】には5つの組織があり、うち執行委員会、体育会本部、文化会本部の3委員会には下部組織に【学友会団体】が所属する。合同役員会議の構成員はここから選出される。各委員会は下記の通り。
執行委員会
体育会本部
文化会本部
星友祭実行委員会
吹奏楽団
【学友会団体】は「部」「同好会」「愛好会」があり、後記の2つがサークルに該当する。学友会団体は現在約100団体が存在し、非公認の団体もいくつか存在する。コロナによる活動の制約が2年間続いたことにより11の団体が消失したが、制約解除後は新たな団体の創設活動が活発化している。

### 【委員会】

#### 執行委員会
運営委員会と代表委員会が合併して誕生。のちに編集委員会も合流する形で吸収された。下部組織には「愛好会」がある。4部署で構成される。

【組織概要】
総務部
愛好会の管理を担当。

会計部
執行委員会の予算管理を担当。

企画実行部
執行委員会や学友会委員会で行う企画やその実行を担当。

広報部
執行委員会や学友会の宣伝を行う。令和5（2023）年設置。

#### 星友祭実行委員会
明星大学の学園祭である”星友祭”を運営する実行委員会。所属委員は毎年100名を超え、学友会の中では最大規模である。8部署1局で構成される。

【組織概要】
三役
委員長1名、副委員長2名、会計2名の計5名。開催形態の決定や方針策定、法度や規約を制作し星友祭実行委員会全体の統括を取り仕切る。

事務局
前年まで各部署にて2年間所属した委員により構成される。主に各部署の支援、新歓や説明会、コンパなど委員会全体に関わる行事の運営を担う。

総務部
警備や物品移送、管理などを行う。また、学園祭に参加する団体の管理や、火器・防災を担当する。

企画部
企画の立案・実施、全ステージの管理・運営を担う。マスコットキャラクター「ゆうたん」の管理維持も担当する。

芸能部（旧宣伝部）
外部依頼となる芸能・アーティストとの調整を行う。また、学内外の宣伝も担う。広報部設立に伴い改名。

装飾部
学内の装飾を行う。本祭期間に設置される大看板は半年をかけて制作する。

経理部
学園祭に参加する団体の食品衛生管理指導、助成金の対応を行う。

編集部
パンフレットの作成や本祭期間の写真撮影を行う。

コンテスト部（旧ミスコン部）
ミスコンの運営を行う。なお近年のジェンダーレス時代に対応し、 第56回（令和3年度）から「ミスコン」の名称を廃止。性別・容姿を問わない新しいコンテストとして「Stella Luminose Contest」（通称ステラコンテスト）を開始。

広報部
SNS、HP、YouTube等を用いた広報業務を行う。令和4（2022）年仮設置、令和5（2023）年正式設置。

#### 体育会本部
体育会系学友会団体の総括・管理本部組織。下部組織に「部｣「同好会」がある。

【組織概要】
事務局

財務局

#### 文化会本部
文化会系学友会団体の総括・管理本部組織。下部組織に「部｣「同好会」がある。2部署で構成される。

【組織概要】
総務部
定例会開催、団体が使う施設の予約、メール返信、企画運営などを行う。

経理部
会計業務説明会開催、各団体との予算折衝、文化会本部の経費申請、会計者会議の参加などを行う。

#### 吹奏楽団
1967年（昭和46年）創設。創設当初は当時開催されていた体育祭での演奏が目的であり、有志によって構成された学友会団体であった。2007年（平成19年）に音楽監督として玉寄勝治氏を迎え、2010年（平成22年）に組織を刷新。のちに委員会に昇格した。現在は学内だけでなく外部大会や地域活動、依頼演奏も行っている。所属団員は毎年100名前後であり、学友会の中では最大規模である。

【主なスケジュール】
フレッシュマンコンサート（6月）
吹奏楽コンクール（8～10月）
星友祭（10～11月）
ウィンターコンサート（12月）
アンサンブルコンテスト（1～3月）
定期演奏会（2月）

### 【学友会団体】
体育会系
- 硬式野球部
- 軟式野球部
- 硬式庭球部（硬式テニス部）
- 軟式庭球部（軟式テニス部）
- 男子排球部（男子バレー部）
- 女子排球部（女子バレー部）
- 男子籠球部（男子バスケットボール部）
- 女子籠球部（女子バスケットボール部）
- 蹴球部（サッカー部）
- 卓球部
- 送球部（ハンドボール部）
- 自転車競技部
- アイススケート部
- ゴルフ部
- アメリカンフットボール部
- ダンス部 DASH!
- 器械体操部
- 弓道部和弓班
- 弓道部洋弓班（廃部）
- 剣道部
- 柔道部
- 空手道部
- 自動車部
- 男子ラクロス部
- 女子ラクロス部
- 水泳部
- 陸上競技部
- ダブルダッチ同好会 Shakin key!!
- チアリーディング同好会 Miracle☆Stars
- アルティメットフリスビー同好会 SPARK
- インパクトテニス同好会
- バドミントンサークル MAJESTIC

文化会系
- 教育研究部
- 鉄道研究部
- 文学研究部
- 漫画研究部
- へき地教育研究部
- ギター・マンドリン部
- フォークソング部
- 軽音楽部
- 混声合唱部
- 囲碁部
- 演劇部 劇団時間ドロボウ
- 写真部
- 茶道部
- 天文部
- 電気部
- 美術部
- 防犯ボランティア隊 MACT
- いけばなさつき会
- 天文同好会 すばる
- 授業研究会 「おはよう」の会
- アカペラサークル カラフル
- パフォーマンスサークル TRYCUBE

愛好会系
- 音楽ボランティアサークル Freedom Music
- 音楽サークル Fretless
- 軽音サークル MUSIC MAN
- 献血サークル ドナーズハート
- 福祉実践学科サークル merci
- 経済学部公認サークル EADS
- ボランティアサークル SEASON
- ボランティアおもいやりサークル SMILY
- ソサイチサークル VALIENTE
- アウトドア愛好会
- 中国文化愛好会
- 日本拳法愛好会
- 国際交流会
- テーブルゲーム研究会
- 初等教育研究会 どろんこの会
- 明星TCG（トレーディングカードゲーム）サークル
- MPG（メイセイシティポケモンジム）
- 和太鼓集団 鼓蝶

## 学園祭
明星大学の学園祭は「星友祭」と呼ばれ、毎年秋に開催される。当初は「体育大会」のみが企画されたが、運営委員会、各学友会団体からの強い要請により「研究発表会」を加えることになり2日間の日程で行われた。第2回からは前夜祭・体育祭・文化祭・後夜祭を7日間にわたって行われる体制が確立した。のちに、第5回からは体育祭を運営していた体育祭実行委員会、文化祭を運営していた文化祭実行委員会の機能を、上部組織であった星友祭実行委員会に一本化、星友祭すべてを一貫して運営した。現在は3日間の日程で行われている。

### テーマ
| 回                          | 年度                        | テーマ                                                             | 備考                                                      |
| --------------------------- | --------------------------- | ------------------------------------------------------------------ | --------------------------------------------------------- |
| 第1回（体育会・研究発表会） | 1966年（昭和41年）          | なし                                                               |                                                           |
| 第2回（陵友祭）             | 1967年（昭和42年）          | 統一                                                               |                                                           |
| 第3回                       | 1968年（昭和43年）          | 未来への躍進                                                       | 学友会会員の公募により名称が「星友祭」に決定。            |
| 第4回                       | 1969年（昭和44年）          | 自由                                                               |                                                           |
| 第5回                       | 1970年（昭和45年）          | 新鋭なる躍進                                                       | 星友祭期間の運営組織が星友祭実行委員会に一本化。          |
| 第6回                       | 1971年（昭和46年）          | 再生からの追求                                                     |                                                           |
| 第7回                       | 1972年（昭和47年）          | 友よ、この丘に                                                     |                                                           |
| 第8回                       | 1973年（昭和48年）          | 迷える子羊達に団結を！恋人たちに歌を！集まろう！十年目のこの丘に！ |                                                           |
| 第9回                       | 1974年（昭和49年）          | 躍動                                                               |                                                           |
| 第10回                      | 1975年（昭和50年）          | 意欲                                                               |                                                           |
| 第11回                      | 1976年（昭和51年）          | 危機･･････現代社会を見つめて!!                                     |                                                           |
| 第12回                      | 1977年（昭和52年）          | 絆ー上昇気流に乗って                                               |                                                           |
| 第13回                      | 1978年（昭和53年）          | 見よ、俺たちを                                                     |                                                           |
| 第14回                      | 1979年（昭和54年）          | 翔べ、この一瞬のために                                             |                                                           |
| 第15回                      | 1980年（昭和55年）          | 帆をはるのは今だ                                                   |                                                           |
| 第16回                      | 1981年（昭和56年）          | 若さ その可能性                                                    |                                                           |
| 第17回                      | 1982年（昭和57年）          | 燃やせ、Spiritsーあつくときめくとき                                |                                                           |
| 第18回                      | 1983年（昭和58年）          | 未来満載 ー明日への可能性                                          |                                                           |
| 第19回                      | 1984年（昭和59年）          | 視界全開〈TAKE OFF〉                                               |                                                           |
| 第20回                      | 1985年（昭和60年）          | REFRESH                                                            |                                                           |
| 第21回                      | 1986年（昭和61年）          | CHALLENGE                                                          | 星友祭20周年を記念としてタイムカプセルを埋める。          |
| 第22回                      | 1987年（昭和62年）          | STEP by STEP                                                       |                                                           |
| 第23回                      | 1988年（昭和63年）          | 和                                                                 |                                                           |
| 第24回                      | 1989年（昭和64年/平成元年） | 「Time」平成元年                                                   |                                                           |
| 第25回                      | 1990年（平成2年）           | STAGEー姿勢                                                        |                                                           |
| 第26回                      | 1991年（平成3年）           | 響                                                                 |                                                           |
| 第27回                      | 1992年（平成4年）           | 天晴（あっぱれ）                                                   |                                                           |
| 第28回                      | 1993年（平成5年）           | 今日だけ許して・・・                                               |                                                           |
| 第29回                      | 1994年（平成6年）           | 上昇気流                                                           |                                                           |
| 第30回                      | 1995年（平成7年）           | 星に願いを                                                         |                                                           |
| 第31回                      | 1996年（平成8年）           | MOVE ON                                                            |                                                           |
| 第32回                      | 1997年（平成9年）           | 新・創造宣言                                                       |                                                           |
| 第33回                      | 1998年（平成10年）          | 夢現                                                               |                                                           |
| 第34回                      | 1999年（平成11年）          | Key                                                                |                                                           |
| 第35回                      | 2000年（平成12年）          | High Light                                                         |                                                           |
| 第36回                      | 2001年（平成13年）          | ONE                                                                |                                                           |
| 第37回                      | 2002年（平成14年）          | 黎明                                                               |                                                           |
| 第38回                      | 2003年（平成15年）          | 旅人                                                               |                                                           |
| 第39回                      | 2004年（平成16年）          | 煌々                                                               |                                                           |
| 第40回                      | 2005年（平成17年）          | 「Innovation」 ～君の方法で、君の思うままに～                      |                                                           |
| 第41回                      | 2006年（平成18年）          | DROP                                                               |                                                           |
| 第42回                      | 2007年（平成19年）          | Puzzle                                                             |                                                           |
| 第43回                      | 2008年（平成20年）          | カラフル ～Colorful～                                              |                                                           |
| 第44回                      | 2009年（平成21年）          | 挑戦 ～限界突破～                                                  |                                                           |
| 第45回                      | 2010年（平成22年）          | INVENT                                                             |                                                           |
| 第46回                      | 2011年（平成23年）          | SMILE                                                              |                                                           |
| 第47回                      | 2012年（平成24年）          | 結～YUI～                                                          |                                                           |
| 第48回                      | 2013年（平成25年）          | 繋（ケイ）                                                         |                                                           |
| 第49回                      | 2014年（平成26年）          | PUZZLE！                                                           |                                                           |
| 第50回                      | 2015年（平成27年）          | RPG                                                                |                                                           |
| 第51回                      | 2016年（平成28年）          | 和ッ！                                                             | 30年前に埋めたタイムカプセルを開封。                      |
| 第52回                      | 2017年（平成29年）          | サーカス                                                           |                                                           |
| 第53回                      | 2018年（平成30年）          | 宇宙                                                               |                                                           |
| 第54回                      | 2019年（平成31年/令和元年） | 彩 ーcolorー                                                       |                                                           |
| 第55回                      | 2020年（令和2年）           | PARTY!! ー夜明けとともにー                                         | 新型コロナウイルス感染症対策により初のオンライン開催      |
| 第56回                      | 2021年（令和3年）           | 一番星                                                             | 対面・オンライン分離開催（1・2日目オンライン、3日目対面） |
| 第57回                      | 2022年（令和4年）           | 流星群                                                             | 対面・オンライン同時開催                                  |
| 第58回                      | 2023年（令和5年）           | 星月夜                                                             | オンライン廃止。完全対面開催型を復活。                    |
| 第59回                      | 2024年（令和6年）           | 星彩                                                               |                                                           |
| 第60回                      | 2025年（令和7年）           | 星を紡ぐ                                                           |                                                           |

### 過去に出演したゲスト（一部）
- バナナマン
- 中川翔子
- DAIGO
- 千葉雄大
- 春風亭昇太
- タイムマシーン3号
- キュウソネコカミ
- KANA-BOON
- KEYTALK
- 東京03
- ヨネダ2000
- 男性ブランコ
- ゆにばーす
- 四千頭身
- SKY-HI
- 家入レオ
- 錦鯉
- 流れ星☆ (お笑いコンビ)
- Aマッソ
- ぺこぱ
- ロッチ
- 武井壮
- コロコロチキチキペッパーズ
- なかやまきんに君

## 系列校
学校法人明星学苑は本学の他、以下の学校を運営している。
- 明星幼稚園
- 明星小学校
- 明星中学校・高等学校

## 過去にあった系列校
- カフジ明星小学校・幼稚園（1967年 - 2005年）※休校・休園扱い
- アラビア石油日本人従業員の児童・幼児向けの現地日本人学校（サウジアラビア）
- ムソシ明星小学校（1971年 - 1976年）
- 日本鉱業日本人従業員児童向けの現地日本人学校（コンゴ）
- シラズ明星小学校・幼稚園（1975年 - 1979年）
- ブリヂストンタイヤ日本人従業員の児童・幼児向けの現地日本人学校（ザイール）
- 明星大学附属幼稚園（1976年 - 2000年）
- いわき明星大学（現在の医療創生大学、1987年 - 2016年）

2016年度より設置・運営する法人を変更（福島県いわき市）